# Casus belli (bande dessinée)
Pour les articles homonymes, voir Casus belli (homonymie).
 (août 2025).
Motif : Pas de source. Le contenu serait probablement mieux placé dans l'article concernant la série complète.
- Archive Wikiwix
- Bing
- Cairn
- DuckDuckGo
- E. Universalis
- Gallica
- Google
- G. Books
- G. News
- G. Scholar
- Persée
- Qwant
- (zh) Baidu
- (ru) Yandex
- (wd) trouver des œuvres sur Wikidata

| 1. | Préciser le motif de la pose du bandeau. | Précisez le motif de la pose du bandeau en utilisant la syntaxe suivante : {{admissibilité à vérifier\|date=août 2025\|motif=remplacez ce texte par le motif}}                                    |
| 2. | Informer les utilisateurs concernés.     | Pensez à avertir le créateur de l'article, par exemple, en insérant le code ci-dessous sur sa page de discussion : {{subst:avertissement admissibilité à vérifier\|Casus belli (bande dessinée)}} |

Casus belli est le sixième tome de la série Raghnarok, écrite par Boulet et éditée chez Glénat.

## Résumé
Les deux mondes se rapprochent, une société vend les "fibules", pendentifs qui donnent à leur possesseur un pouvoir magique. Grâce aux fibules, les créatures magiques deviennent surpuissantes et décident d'attaquer la ville.
Raghnarok et ses amis vont tenter de refermer la faille entre le monde magique et celui des humains.